# Mora (Camerún)
Mora es un municipio del departamento Mayo-Sava de la región del Extremo Norte, Camerún. En noviembre de 2005 tenía una población censada de 179 777 habitantes.
Se encuentra ubicado cerca de la frontera con Nigeria y Chad.